# キルヒェンピンガルテン
キルヒェンピンガルテン (ドイツ語: Kirchenpingarten)は、ドイツ連邦共和国バイエルン州バイロイト郡（オーバーフランケン行政管区）に属す町村（以下、本項では便宜上「町」と記述する）で、ヴァイデンベルク行政共同体を形成する。

## 地理

### 自治体の構成
この町は、公式には16の地区 (Ort) からなる。このうち小集落や孤立農場などを除く集落を以下に列記する。
- デンホーフ
- エッカーツロイト
- キルヒェンピンガルテン
- キルムゼース
- リーンラス
- ムッケンロイト
- ライスラス
- トレッサウ

## 歴史
キルムゼース地区は、1181年にシュパイスハルト修道院に属す土地として初めて文献上で言及されている。ロイヒテンベルク方伯が1646年までリーエンラスの封土を領した。キルヒェンピンガルテンはバイエルン選帝侯のアムベルク財務管区、ヴァルデック地方裁判所管区に属した。1818年の自治体令を含むバイエルン王国の行政改革によりキルヒェンピンガルテン、リーエンラス、ライスラスおよびトレッサウがそれぞれ自治体を形成した。1972年の自治体再編の際に、これらが合併して、キルヒェンピンガルテンが誕生した。

## 行政

### 議会
町議会は13議席から成る。

### 首長
町長は、マルクス・ブラウナー (Wahlgemeinschaft) である。彼は2020年にクラウス・ヴァーグナー (Wahlergemeinschaft) の後継者に選出された。